# Stefan Weissenböck

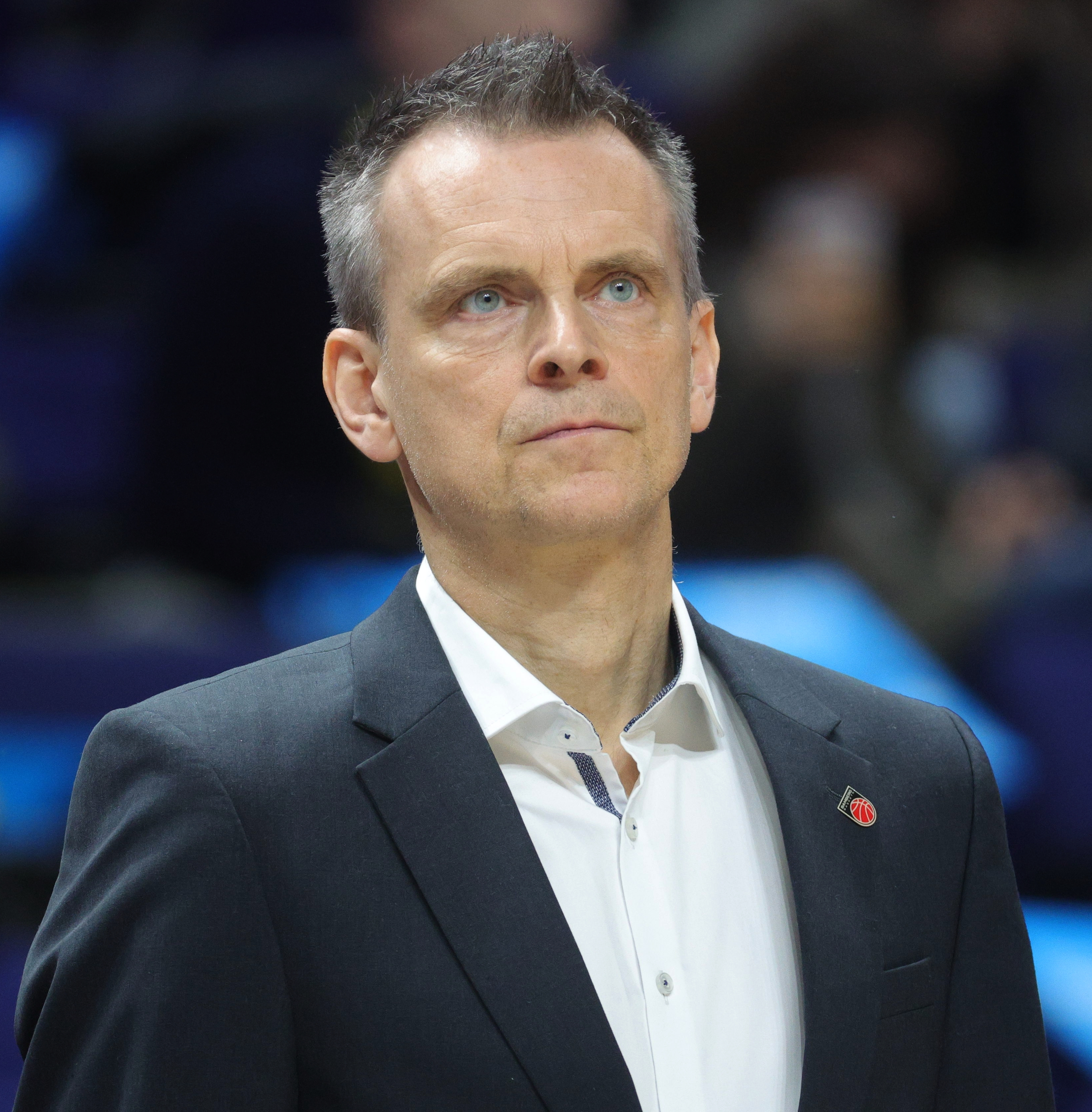
Stefan Weissenböck, 2024

Stefan Weissenböck (* 25. Juni 1973 in Mistelbach) ist ein ehemaliger österreichischer Basketballspieler. Heute ist er als Assistenztrainer für die Spielerentwicklung bei Brose Bamberg zuständig sowie Individualtrainer beim NBA-Club Brooklyn Nets.

## Karriere

### Spieler
Stefan Weissenböck wurde mit der Jugendmannschaft UKJ Kaufstrasse Mistelbach 1990 österreichischer Staatsmeister, Trainer der Mannschaft war sein Vater Gerhard Weissenböck. Anfang der 1990er-Jahre gelang dem 1,96 Meter großen Weissenböck mit Mistelbach der Aufstieg von der NÖ-Landesliga in die höchste österreichische Basketballklasse, die Bundesliga. Wiederum war sein Vater Trainer der Mannschaft.
Nach einem College-Jahr an der Hawaii Pacific University kehrte er 1996 nach Österreich zurück und erlebte im Dress von UKJ SÜBA St. Pölten seine sportlich erfolgreichste Zeit. Drei nationale Meistertitel, ein Cupsieg und tolle Leistungen im Europäischen Saporta-Cup machten ihn zu dieser Zeit zu einem der erfolgreichsten nationalen Basketballspieler und wohl zum ersten Profi-Athleten seiner Sparte in Österreich. Auch sein Bruder Martin spielte in der Bundesliga.
Nach seinem Wechsel zu Arkadia Traiskirchen, die Meistermannschaft St. Pöltens zerfiel zusehends, gelang ihm mit seiner neuen Mannschaft ein weiterer Cup-Titel. Einem Kurzaufenthalt bei Belenenses Lissabon folgten zwei weitere Saisonen bei Arkadia Traiskirchen, ehe es den damals 30-Jährigen im Sommer 2003 zum deutschen Aufstiegsaspiranten Falke Nürnberg zog. Wie so oft in seiner Karriere erwischte ihn dort jedoch das Verletzungspech. Nach einigen schweren Knieoperationen Mitte der 1990er-Jahre musste Weissenböck 2004 wegen eines schwerwiegenden Bandscheibenschadens seine aktive Karriere beenden und wechselte umgehend in die Trainerbranche.

### Trainer
Neben seiner zweijährigen Tätigkeit als Ausbildungsleiter und Trainer im Leistungsmodell St. Pölten gelang ihm im Amt des Assistenztrainers der Aufstieg mit Falke Nürnberg in die höchste deutsche Spielklasse (2005). Als Sellbytel Baskets Nürnberg erlitt die Mannschaft jedoch Anfang 2007 einen finanziellen Kollaps und stieg in die neugeformte zweite deutsche Liga (2. Bundesliga Pro A) ab, in der man als Dimplex Falke Nürnberg an den Start ging. Es erfolgte der erneute Abstieg in die dritte Liga, die 2. Bundesliga Pro B, in der man – nach einem Verkauf der Lizenz als Franken Hexer an den Start ging.
Bis 2011 war Weissenböck Individualtrainer beziehungsweise Coach der NBBL-Mannschaft (U19-Bundesliga) beim fränkischen Kooperationskonstrukt Franken1st (Bamberg, Nürnberg) sowie zusätzlich Experten-Kommentator der Österreichischen Bundesliga bei Premiere Austria.
Ab der Saison 2010/2011 war Weissenböck zusammen mit Arne Woltmann Assistenztrainer von Chris Fleming bei den Brose Baskets und zudem für die Spielerentwicklung zuständig. 2013 gründete Weissenböck darüber hinaus das Pro Skills Camp, ein mehrtägiges Trainingscamp für professionelle Basketballspieler, das sich auf die individuelle Entwicklung von Spiel- und Wurftechnik sowie Athletik spezialisiert. Im Juni 2014 wurde er in Bamberg entlassen, kehrte im März 2015 aber in den Trainerstab des Bundesligisten zurück und übernahm wieder die Aufgaben des Individualtrainers. Diese Tätigkeit stufte er als seinen Traumberuf ein. „Ich bin bewusst unsichtbar. Die Spieler wissen, dass es mich gibt, der Headcoach weiß, dass ich seine Spieler besser mache. Ansonsten bleibe ich im Hintergrund“, sagte er gegenüber derstandard.at über seine Tätigkeit. In Bamberg arbeitete er mit mehreren Spielern zusammen, die anschließend den Sprung zu einem europäischen Spitzenverein oder in die National Basketball Association (NBA) schafften, darunter Kyle Hines, Tibor Pleiß, Daniel Theis, Brian Roberts, P.J. Tucker und Marcus Slaughter. Während der Sommerpause erteilte er teils auch den NBA-Spielern Jakob Pöltl und Tomáš Satoranský Einzeltrainingseinheiten und erhielt Angebote aus der NBA, die er jedoch nicht annahm. Im Mai 2018 schließlich unterschrieb er einen Vertrag als Teilzeit-Individualtrainer der NBA-Mannschaft Brooklyn Nets und blieb in Bamberg angestellt. Vor den 2021 ausgetragenen Olympischen Sommerspielen 2020 arbeitete er für die tschechische Nationalmannschaft. Im August 2021 erhielt Weissenböck in Bamberg eine Vertragsverlängerung bis 2025.

## Nationalteam-EM-Statistiken
Stefan Weissenböck gehörte von 1992 bis 2004 dem Kader der österreichischen Nationalmannschaft an und vertrat seine Farben insgesamt 34-mal international.
In dieser Zeit nahm er an 3 EM-Qualifikationsrunden teil und erzielte in insgesamt 14 Spielen 127 Punkte. Gegen die Tschechische Republik und gegen Weißrussland erzielte er 2001 persönliche Bestleistungen mit 20 erzielten Punkten.
| Bewerb                              | Spiele | Min./Sp. | Punkte | P./Sp. | Reb./Sp. | Ass./Sp. |
| ----------------------------------- | ------ | -------- | ------ | ------ | -------- | -------- |
| EuroBasket 2003 Qualifikationsrunde | 3      | 29.3     | 18     | 6.0    | 1.7      | 1.7      |
| EuroBasket 2001 Semifinalrunde      | 5      | 27.2     | 58     | 11.6   | 2.6      | 1.0      |
| EuroBasket 1997 Qualifikationsrunde | 6      | 19.5     | 51     | 8.5    | 1.3      | 0.0      |